# Deltaspis nigripennis
Deltaspis nigripennis là một loài bọ cánh cứng trong họ Cerambycidae.